# The Platinum Collection (album Phila Collinsa)
The Platinum Collection – box set Phila Collinsa zawierający trzy jego płyty – Face Value, No Jacket Required i ...But Seriously. Wszystkie trzy albumy zajęły pierwsze miejsce na brytyjskiej liście przebojów, No Jacket Required i ...But Seriously zdobyły pierwsze miejsce także na liście amerykańskiej.
Box set sprzedał się w liczbie ok. 200 000 egzemplarzy.

## Lista utworów
Face Value
- 1. In the Air Tonight
- 2. This Must Be Love
- 3. Behind The Lines
- 4. Roof Is Leaking
- 5. Droned
- 6. Hand In Hand
- 7. I Missed Again
- 8. You Know What I Mean
- 9. Thunder And Lightning
- 10. I'm Not Moving
- 11. If Leaving Me Is Easy
- 12. Tomorrow Never Knows

No Jacket Required
- 1. Sussudio
- 2. Only You Know And I Know
- 3. Long Long Way To Go
- 4. Don't Want To Know
- 5. One More Night
- 6. Don't Lose My Number
- 7. Who Said I Would
- 8. Doesn't Anybody Stay Together Anymore
- 9. Inside Out
- 10. Take Me Home
- 11. We Said Hello Goodbye

...But Seriously
- 1. Hang In Long Enough
- 2. That's Just The Way It Is
- 3. Do You Remember?
- 4. Something Happened On The Way To Heaven
- 5. Colours
- 6. I Wish It Would Rain Down
- 7. Another Day in Paradise
- 8. Heat On The Street
- 9. All Of My Life
- 10. Saturday Night And Sunday Morning
- 11. Father To Son
- 12. Find A Way To My Heart